# إيدي هيدلين
إيدي هيدلين (مواليد 1944) أمينة مكتبة ومؤرخة أمريكية. وقد شغلت العديد من المناصب في مهنة المحفوظات، بما في ذلك خدمة إدارة المحفوظات والسجلات الوطنية، وبنك ويلز فارغو، وجمعية أوهايو التاريخية. وقد خدمت جمعية أمناء المحفوظات الأمريكية كعضو في المجلس، ورئيس لجنة محفوظات الأعمال، ونائب الرئيس، والرئيس. وكانت الرئيسة التاسعة والأربعين للجمعية وشغلت منصبها في الفترة من 1993 إلى 1994. كما أنها كانت عضوًا منذ فترة طويلة في المجلس الاستشاري للسجلات التاريخية في NHPRC كاليفورنيا.

## المهنة
بدأت هيدلين العمل لأول مرة داخل مهنة المحفوظات مع جمعية أوهايو التاريخية كأخصائية سجلات مؤسسية ومتخصص في محفوظات الدولة.
بعد حصولها على درجة الدكتوراه من جامعة ديوك في عام 1974، نشرت أطروحتها بعنوان «كسب كوكس والاستعمار: رد عنصري أبيض على عودة السود إلى الوطن، 1922-1966»، التي تم ذكرها بشدة في جميع أنحاء المحفوظات والمهن التاريخية.
في عام 1975، بدأت هيدلين العمل مع بنك ويلز فارغو في سان فرانسيسكو، كاليفورنيا كحفظة محفوظات للشركات.
في عام 1994، أصبحت هيدلين مديرة لمكتب محفوظات معهد سميثسونيان، المسؤول عن السجلات الرسمية ل مؤسسة سميثسونيان. قبل أن تغادر في عام 2005، تجاهلت الانتقال إلى المحفوظات الإلكترونية والرقمية وكذلك المواقع الأولى للمؤسسة.

### المنشورات
كتبت هيدلين العديد من الكتب والمقالات حول تقنية الأرشفة، بما في ذلك مقال 1978 «أرشيف الأعمال التجارية: مقدمة».  بعض الأعمال البارزة الأخرى تشمل دليل التاريخ الأسود أوهايو (مع سارة س. فولر، 1975)، «الحي الصيني» إعادة النظر (1986)، وبرامج المحفوظات في جنوب شرق: تقييم أولي (1984).